# Tupoljev Tu-134
Tupoljev Tu-134 (NATO oznaka: Crusty) je sovjetski dvomotorni linijski putnički avion, sličan američkom Douglasu DC-9. Jedan je od najčešće korištenih zrakoplova u zemljama bivšeg Varšavskoga pakta. Broj aviona na redovnom servisu danas se ubrzano smanjuje radi propisa o ograničenju buke. 
Model je doživio dugoročnu uslugu u oko 42 zemlje diljem Europe, Jugoistočne Azije, Bliskog Istoka, Afrike i Latinske Amerike. Pored redovitih putničkih usluga bio je također korišten kao potpora u ratnom zrakoplovstvu, vojsci i mornarici. Služio je za obuku pilota i navigatora kao i za istraživanje i testiranje projekata u zrakoplovstvu. U posljednjim godinama veći broj aviona preinačen je za VIP potrebe. Ukupno je izrađeno 852 Tu-134 aviona.

## Dizajn i razvoj
Prateći inovaciju francuskog aviona Sud Aviation Caravelle motori su i na TU-134 učvršćeni na nosačima u predjelu zadnjeg dijela trupa. Prednost ovakve ugradnje je neometano opstrujavanje zraka oko aeroprofila krila, bez ometanja strujanja zraka nosačem i oblogama motora kao i smanjenje buke u kabini. U isto vrijeme ugradnja teških motora na repni dio zrakoplova postavio je izazov za položaj težišta u odnosu na središte uzgona na krilima. Kako bi se napravilo mjesto za motore vodoravni stabilizator premješten je na vrh okomitog što je kao i kod DC-9 avionu dao prepoznatljiv T-rep. 
Tijekom posjeta Francuskoj 1960., tadašnji sovjetski vođa Nikita Hruščov bio je toliko zadivljen tihom kabinom Caravelle da je 1. kolovoza te godine uputio službeni nalog Tupoljevu za izradu Tu-124A sa sličnim rasporedom motora. Godine 1961. sovjetska državna aviotvrtka Aeroflot obnovila je svoj zahtjev za osobine novog zrakoplova u pogledu povećanja korisnog tereta i broja putnika. Prvi prototip -124A, SSSR-45075 poletio je 29. srpnja 1963.
Nedugo zatim, 22. listopada 1963. ruši se britanski BAC 1-11 koji je imao sličnu konstrukciju. Ubrzo nakon polijetanja došlo je do zakretanja zrakoplova oko poprečne osi (en.: pitch-up), a visoko uzdignuti rep zrakoplova koji je trebao spriječiti zakretanje ušao je u turbulencije koje su stvarala krila. 
Tupoljev je iz ove nezgode izvukao pouku te je radi bolje kontrole povećao repne površine na -124 za 30 %. Kako je Aeroflot tražio veći zrakoplov nego je prvobitno planirano, Soloviev je dizajnirao jači D-30 turbofen motor. Dne 20. studenog 1963. novi linijski putnički avion je službeno označen kao Tu-134. 
Tu-134 je prepoznatljiv po svojim oštrim strijela krilima od 35 °, u usporedbi s 25-28 °, na zapadnim avionima. Motori ugrađivani na prve Tu-134 nisu imali skretače mlaza (riverse) te je avion bio jedan od rijetkih putničkih koji je za kočenje nakon slijetanja koristio repni padobran. Većina elektronike je za svoj rad koristila istosmjernu struju. Prvi sovjetski putnički avioni predviđeni su za brzu preinaku u Tupoljev Tu-16 strateški bombarder tako da su i prvi Tu-134 imali prozirnu nosnu kupolu u kojoj se smještao navigator, a podvozje je bilo opremljeno niskotlačnim gumama radi korištenja na neuređenim pistama. 
Godine 1968. Tupoljev je počeo raditi na poboljšanoj inačici Tu-134. Trup zrakoplova je produžen za 2,1 metar radi većeg broja sjedišta, a u rep je ugrađen pomoćni motor (APU). Na motore D-30 nadograđeni su skretači mlaza kao zamjena za kočni padobran. Prvi Tu-134A poletio je 22. travnja 1969., a prvi komercialni let bio je 9. studenoga 1970. godine.

## Povijest korištenja
U rujnu 1967. Tu-134 je napravio svoj prvi redovni let od Moskve do Adlera. Tu-134 bio je prvi sovjetski linijski putnički avion s međunarodnim certifikatom ICAO-a s kojim su avionu dopušteni letovi na međunarodnim letovima. 
Avion se još uvijek rasprostranjeno koristi u Rusiji i drugim bivšim sovjetskim zemljama, no visoki troškovi goriva i održavanja sve više ograničavaju njegovu uporabu. U nesrećama i ratovima uništeno je 69 Tu-134, 35 njih u nezgodama koje nisu dovele do potpunog uništenja letjelice, a ni u jednom od preostalih 34 nezgoda koje su dovele do potpune neupotrebljivosti aviona nitko unutar njega nije poginuo. Tu-134 je također izrađivan kao poslovni mlažnjak s preuređenom skupom unutrašnjosti kabine. S uvođenjem novih ICAO propisa o dozvoljenoj razini buke Tu-134 su radi svojih glasnih D-30 motora zabranjeni u mnogim europskim zračnim prostorima. 
Najbrojnija flota Tu-134 još uvijek postoji u Rusiji (146 od oko 230 zrakoplova ove inačice). U ožujku 2007. ruski ministar prometa Igora Levitin izjavio je kako će se stari Tu-134 (kao i Tu-154) zamijeniti avionom Suhoj Superjet 100 ili sličnim stranim avionima u roku od pet godina.

## Inačice
- Tu-134 - prva inačica s prozirnom nosnom kupolom. Prva serija mogla je prevesti do 64 putnika, a kasnije serije 72 putnika. Izvorna oznaka je Tu-124A.
- Tu-134A - druga inačica s nadograđenim motorima (ugrađen riversi) i poboljšanom avioelektronikom. Mogao je prevesti do 84 putnika. Sve A inačice izgrađene su također sa staklenom nosnom kupolom i radarskom kupolom na donjem dijelu trupa. Kasnije je nekoliko aviona modificirano na B standard s radarom u nosnoj gondoli.
- TU-134A-2 - podinačica na kojoj je zamijenjen stakleni nos.
- TU-134A-3 - podinačica pokretana s dva nadograđena Soloviev D-30 turbofen motora.
- TU-134A-5 - tada najnovija podinačica s uključenim svim prijašnjim nadogradnjama.
- Tu-134B - sljedeća serija s 80 sjedala i radarom premještenim u nosnu kupolu. Neki avioni su opremljeni i dodatnim podtrupnim spremnicima za gorivo kako bi im se povećao dolet.
- Tu-134BV - space shuttle istraživački model.
- Tu-134LK - model za obuku astronauta.
- Tu-134UBL - model za obuku posade za bombardere.
- Tu-134UBK - mornarička inačica Tu-134UBL. Izrađen je samo jedan avion.
- Tu-134BSh - model za trening navigacije, opremljena s Tu-22M radarom.
- Tu-134SKh - inačica za spašavanje.

## Tehničke karakteristike
Izvori podataka: Tupolev Tu-134 
Osnovne karakteristike
- posada: 3-4
- kapacitet: 72-84 putnika
- dužina: 37,1 m
- raspon krila: 29 m
- površina krila: 127,3 m2
- visina: 9,02 m
- širina trupa: 2,9 m
- korisni teret: 8.200 kg

Letne karakteristike
- najveća brzina: 950 km/h
- ekonomska brzina: 850-900 km/h
- dolet: 1.900 km
- najveća visina leta: 12.100 m
- motor: Dva turbofen motora